# Fletio

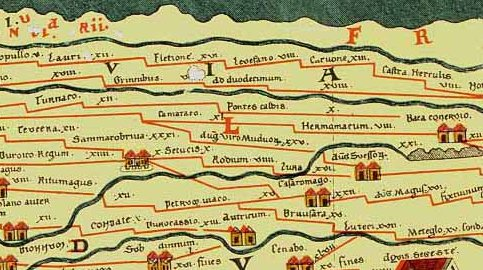
Situación de Fletione en la Tabula Peutingeriana entre Laurum y Levefanum.

Fletio o Fletione (restos en Vleuten, Utrecht, Países Bajos) fue un castellum militar romano levantado por el ejército romano en el limes del bajo Rin en la provincia Germania Inferior, dentro del territorio del pueblo germano de los bátavos.

## Historia
El castellum está atestiguado en la Tabula Peutingeriana como Fletione, entre el castellum Laurum (Woerden, Países Bajos) de la Cohors XV Voluntariorum civium Romanorum y Levefanum (Rijswijk, Países Bajos).
Este pequeño fortín fue levantado en uno de los brazos secundarios del Rin, el Rin de Leiden, cerca de su confluencia con el Rin antiguo, en época de Corbulón en el año 47 y debió ser destruido durante la rebelión de los bátavos de 69-70, siendo posteriormente reedificado al volver la zona al dominio romano, para ser monumentalizado en piedar a lo largo del siglo II y reparado en el siglo III, como indican las excavaciones arqueológicas realizadas en 1996, 2002 y 2003, cuando se descubrió el pavimento interior del fortín y tres torres de vigilancia. Los restos encontrados indican que la unidad que lo ocupó fue una vexillatio de la Cohors I Classica pia fidelis.
Las excavaciones también han encontrado una serie de barcos fluviales romanos conocidos como barcos de De Meern.
El fuerte tuvo anejo un pequeño vicus civil, del que se conocen sus termas y que forma parte del conjunto de asentamientos bátavos del entorno.
Los restos encontrados se han utilizado para levantar un pequeño parque arqueológico-museo local.

## Bibliografía

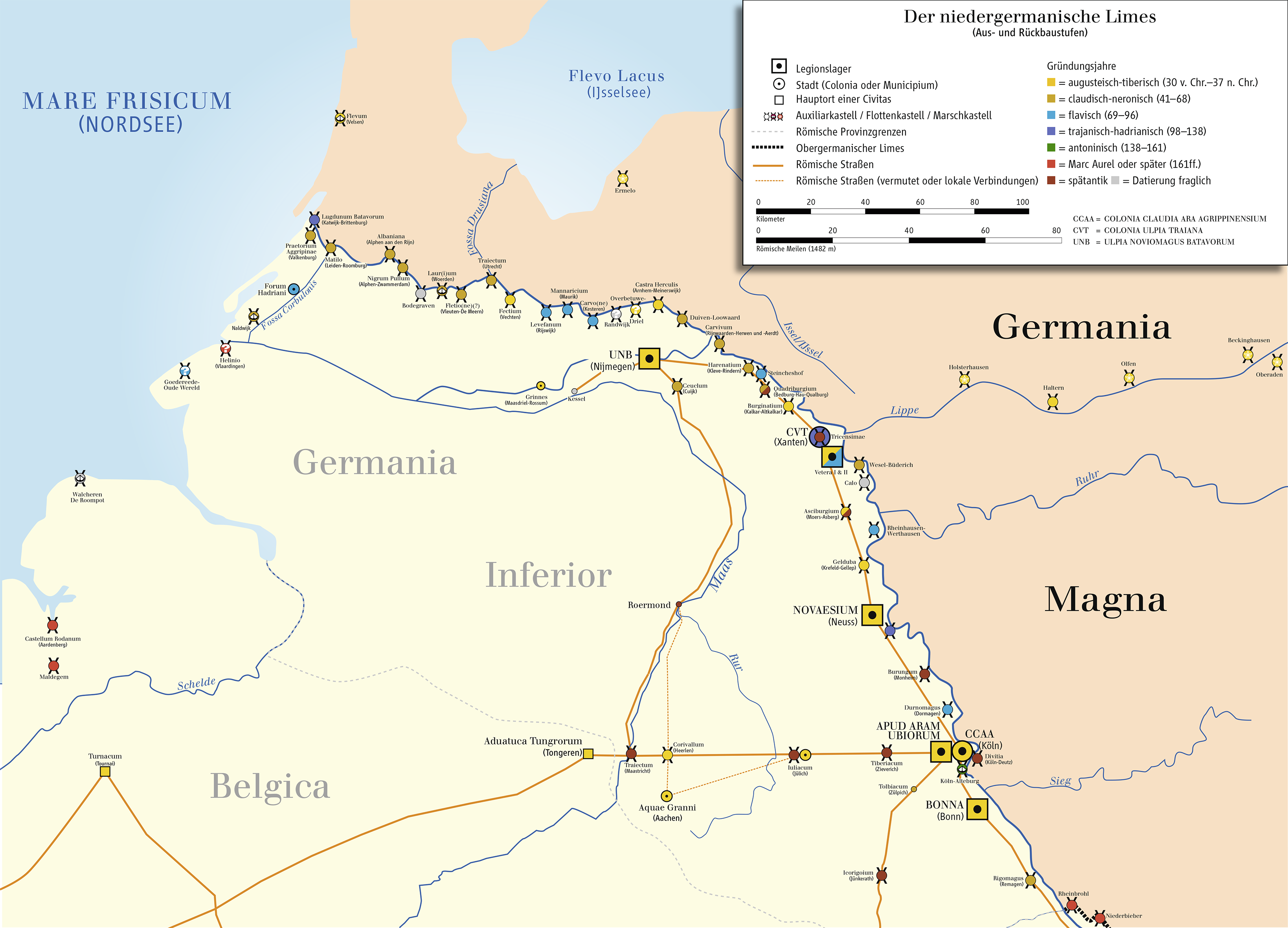
El limes del Rin en Germania Inferior, con Fletio en la parte inferior del curso del río.